# Lakenhalle (Diest)
De Lakenhalle of Lakenhal in Diest is een monument aan de Hallestraat en Scholenstraat. Sedert circa 1260 bezat het gilde der Lakenhandelaars een 'lakenhuys' tegenover de Sint-Sulpitiuskerk. In 1346 begon men de huidige hal te bouwen. Het gebouw geraakte als gildehuis in onbruik einde 17de eeuw toen de lakenhandel in deze stad volledig uitgestorven was. De Lakenhal werd nadien als slachthuis en school gebruikt. Nu is het een tentoonstellingsruimte en muziekschool. Sinds 1936 is het een beschermd monument.
In de 19de eeuw werd voor de Lakenhal een bombarde (middeleeuws kanon) geplaatst, die eerder op de Toeterstoren stond. De bombarde, met de bijnaam "Holle Griet", werd rond 1465 door het Sint Elooisgilde vervaardigd.

## Afbeeldingen

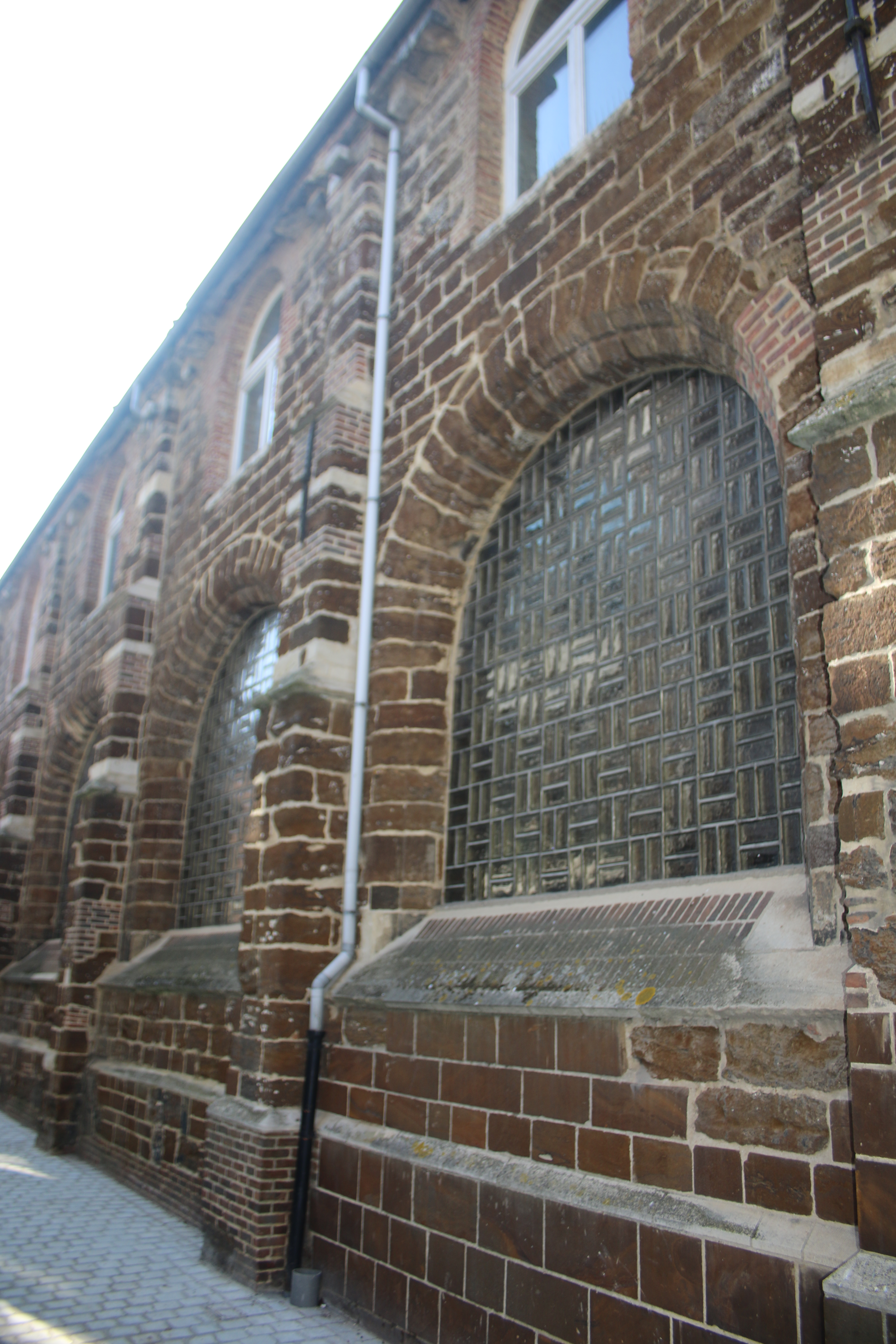
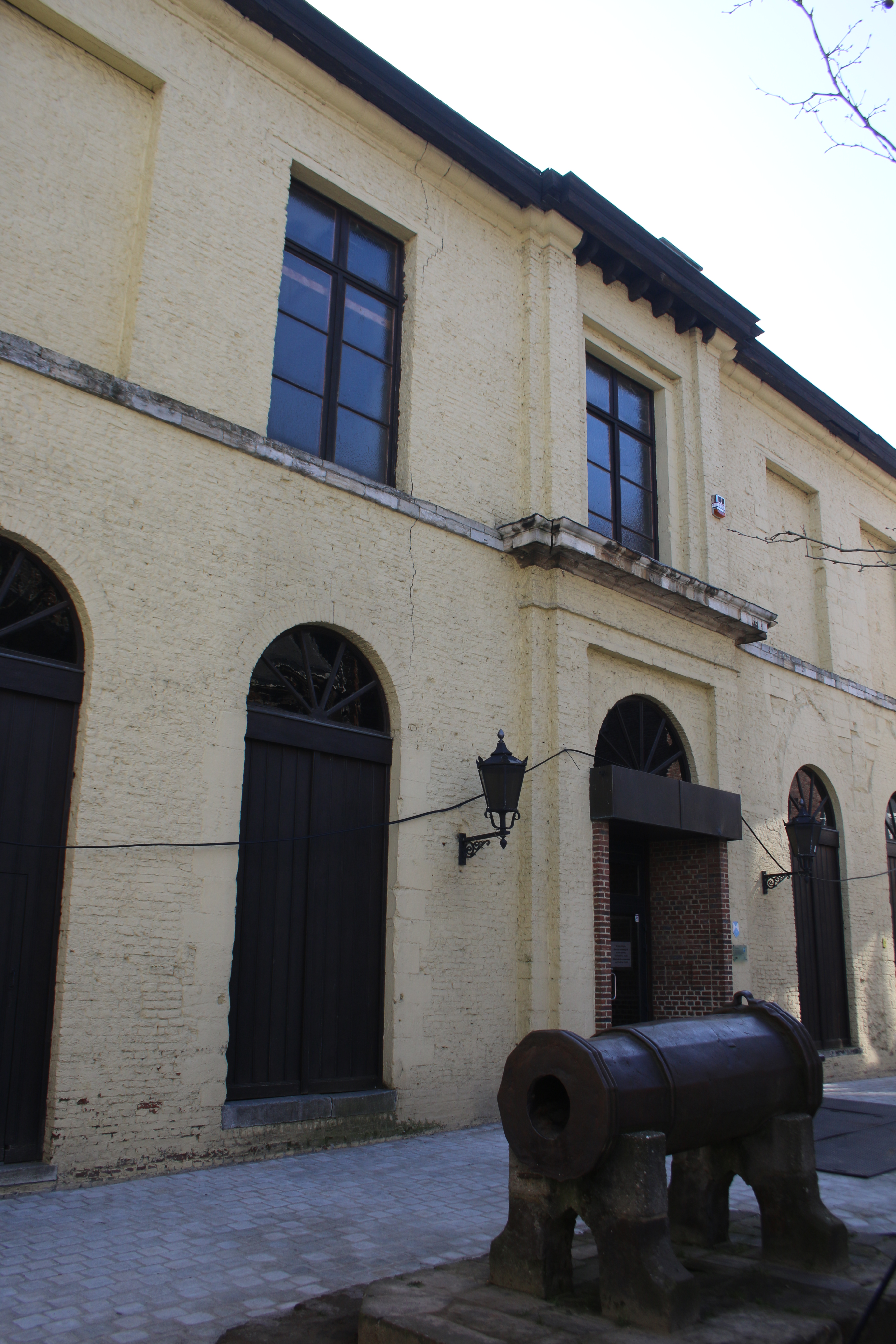
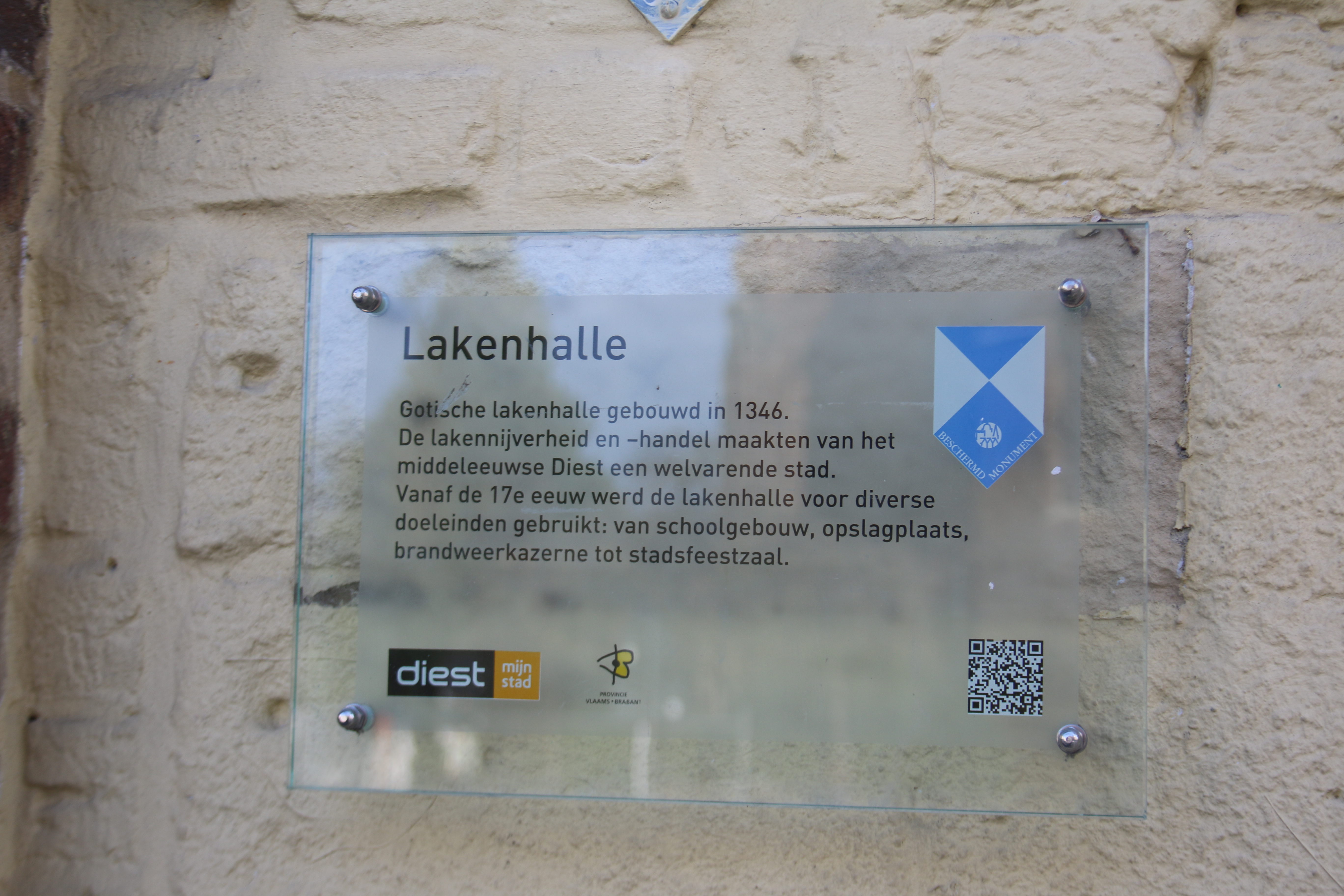
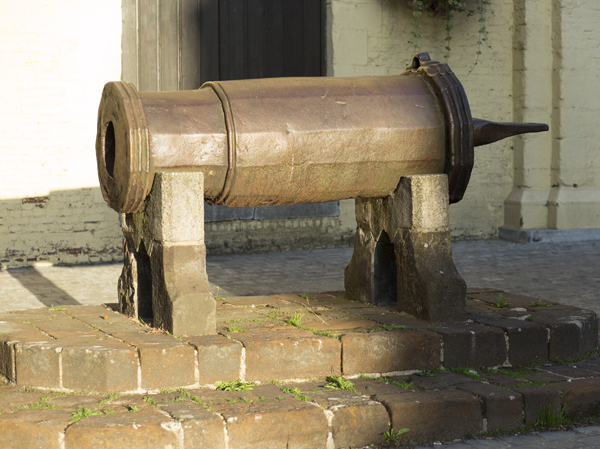
"Holle Griet"